# Frauenbach (Neuhausen)
Frauenbach ist eine Siedlung südlich von Neuhausen/Erzgeb. im sächsischen Landkreis Mittelsachsen.

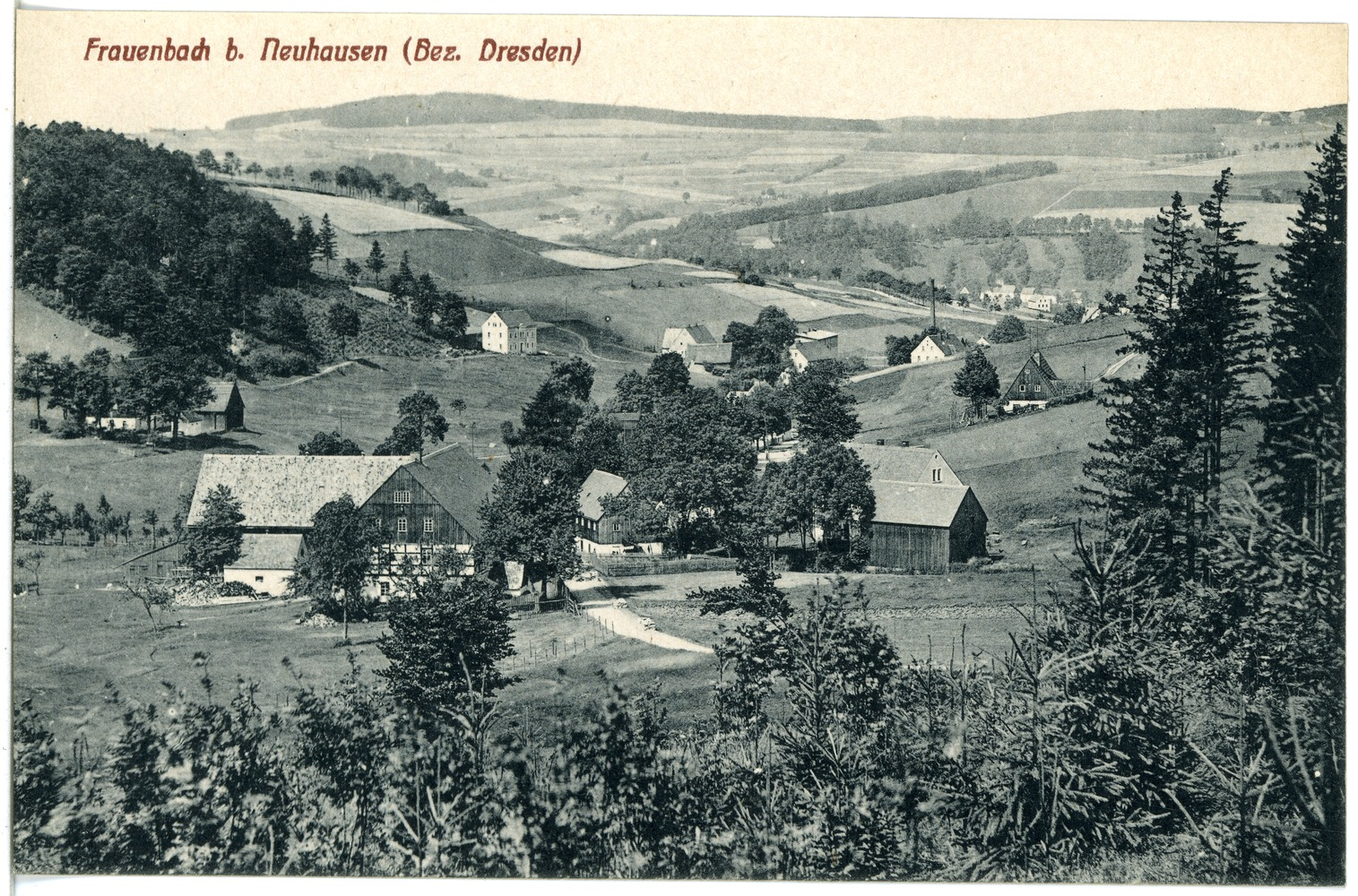
Blick auf Frauenbach (1919)

## Lage
Frauenbach liegt südlich von Neuhausen auf etwa 642 m im Tal des gleichnamigen Frauenbachs. Frauenbach ist zudem – nach Heidelbach – die zweitsüdlichste Siedlung des Landkreises.
Frauenbach ist eine langgezogene Häuserreihe im mittleren Erzgebirge.

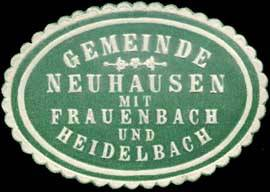
Siegelmarke (1850–1923)

## Geschichte
Um 1700 wurde in Frauenbach ein Zeughammer errichtet, der nach 1843 zu einer Brettmühle wurde. Später siedelten sich auch Bauern an. Im Frauenbachtal soll sich auch eine der ältesten Glashütten Sachsens befunden haben.
1791 war der Ort dem Rittergut Purschenstein zugehörig. Frauenbach gehörte in der Vergangenheit zum Amt Freiberg, dem Gerichtsamt Sayda, der Amtshauptmannschaft Freiberg, dem Landkreis Marienberg und, vom 1. Januar 1994 zum Landkreis Brand-Erbisdorf und ab dem 1. August 1994 zum Landkreis Freiberg, bis dieser 2008 im Landkreis Mittelsachsen aufging.
| Jahr          | 1791      | 1834 | 1871 | 1890 |
| ------------- | --------- | ---- | ---- | ---- |
| Einwohnerzahl | 9 Häusler | 118  | 162  | 191  |

## Belege
1. 1 2  Frauenbach - Neuhausen/Erzgeb. 9. Juli 2019, abgerufen am 17. Oktober 2023 (deutsch).
2. ↑  Frauenbach – HOV | ISGV. Abgerufen am 17. Oktober 2023.